# یواس‌اس اوگلالا (سی‌ام-۴)
یواس‌اس اوگلالا (سی‌ام-۴) (به انگلیسی: USS Oglala (CM-4)) یک کشتی بود که طول آن ۳۸۶ فوت ۷ اینچ (۱۱۷٫۸۳ متر) بود. این کشتی در سال ۱۹۰۷ ساخته شد.